# Roberts Štelmahers
Roberts Štelmahers (ur. 19 listopada 1974 w Rydze) – łotewski koszykarz, grający na pozycji rzucającego obrońcy oraz niskiego skrzydłowego, obecnie trener główny estońskiego Kalev/Cramo.
19 lipca 2017 został trenerem Energi Czarnych Słupsk.

## Kariera zawodnicza
Štelmahers dorastał w młodzieżowych zespołach ASK Ryga, gdzie w barwach pierwszego zespołu zadebiutował w sezonie 1990/91. Po zakończonych rozgrywkach podpisał kontrakt z Bonusem Ryga. Grał tam przez cztery pełne sezony, by potem przejść do kolejnego zespołu z Rygi – Broceni. Latem 1998 roku wyjechał z Łotwy, przechodząc do Awtodorożnika Saratow, euroligowego wówczas zespołu. Jednak już w grudniu został zwolniony z powodu finansowych problemów klubu. W styczniu 1998 roku przyjechał więc do Polski, podpisując kontrakt z Dallas Zastal Zielona Góra, gdzie spędził pół roku.Po sezonie odszedł do Zeptera Śląska Wrocław, z którym sięgnął po mistrzostwo Polski. W kolejnych dwóch sezonach grał już w Turcji – Pinarze Karşiyaka Izmir i Ülkerze Stambuł. Po dwuletniej przygodzie w kraju znad Bosforu Štelmahers podpisał dwuletni kontrakt z słoweńską Olimpiją Ljubljana, po czym powrócił nad Bałtyk – od 2004 do 2008 grał w litewskim Lietuvos Rytas Wilno. Obecnie gra w macierzystym klubie – ASK Ryga.

## Osiągnięcia
Stan na 22 lipca 2016, na podstawie, o ile nie zaznaczono inaczej.

### Zawodnicze
Drużynowe
- Mistrz:
  - Ligi Bałtyckiej (2006, 2007)
  - Litwy (2006)
  - Łotwy (1996–1998)
  - Polski (2000)
  - Słowenii (2004)
- Wicemistrz:
  - Ligi Bałtyckiej (2005, 2008)
  - Łotwy (1992–1995)
  - Słowenii (2003)
  - Litwy (2005, 2007, 2008)
- Zdobywca:
  - Superpucharu:
    - Polski (1999)
    - Słowenii (2003, 2004)

  - Pucharu:
    - ULEB (2005)
    - Słowenii (2003)
    - Prezydenta Turcji (2001)
- Finalista pucharu:
  - ULEB (2007)
  - Słowenii (2004)
  - Litwy (2007, 2008)
- Uczestnik TOP 16 Euroligi (2006, 2008)

Indywidualne
- Uczestnik meczu gwiazd:
  - ligi:
    - łotewskiej (1998)
    - polskiej (1999)
    - bałtyckiej (2006)
    - Litewskiej (2007)

  - Polska vs. Gwiazdy PLK (1999)
- Lider ligi:
  - łotewskiej w:
    - asystach (1997, 1998)
    - przechwytach (1995)

  - tureckiej w skuteczności rzutów za 3 punkty (2002 – 53,1%)

Reprezentacyjne
- Uczestnik:
  - mistrzostw Europy (1997 – 16. m., 2001 – 8. m., 2003 – 13. m., 2005 – 13. m.)
  - mistrzostw Europy U–16 (1991 – 5. m.)
- Lider mistrzostw Europy w skuteczności rzutów za 3 punkty (1997 – 58,8%)[4]

### Trenerskie
- Mistrzostwo:
  - Ligi Bałtyckiej (2013)
  - ligi łotewsko-estońskiej (2019, 2021)
  - Łotwy (2014, 2016, 2018)
  - Estonii (2021)
- Wicemistrzostwo:
  - Ligi Bałtyckiej (2015)
  - Łotwy (2013, 2015, 2019)
- Puchar Estonii (2021)
- Finalista pucharu:
  - Litwy (2012)
  - Estonii (2022)
- Uczestnik:
  - mistrzostw Europy jako asystent trenera (2011 – 21. m., 2013 – 11. m.)
  - TOP 16 EuroChallenge (2013, 2014)